# 1ª Armata corazzata delle guardie
La 1ª Armata corazzata delle guardie (in russo 1-я гвардейская танковая армия?, 1-ja gvardejskaja tankovaja armija, unità militare 73621) era una formazione corazzata dell'Armata Rossa che partecipò alle maggiori battaglie durante la campagna sul fronte orientale della seconda guerra mondiale, distinguendosi per capacità tecnica e combattività. Dopo alcuni insuccessi iniziali l'armata, costituita da un corpo corazzato e un corpo meccanizzato, divenne a partire dal 1943 una formazione totalmente mobile, molto abile nelle avanzate in profondità. Combatté nella battaglia di Berlino, terminando la guerra al Tiergarten della città.
Dopo essere stata sciolta nel 1999, è stata ricostituita nel 2014 nell'ambito del programma di potenziamento delle forze terrestri russe. Durante l’invasione russa dell'Ucraina del 2022 ha subito pesanti perdite, prima nel corso della fallita offensiva su Kiev a marzo e in seguito a causa della controffensiva ucraina nella regione di Charkiv a settembre.

## Storia

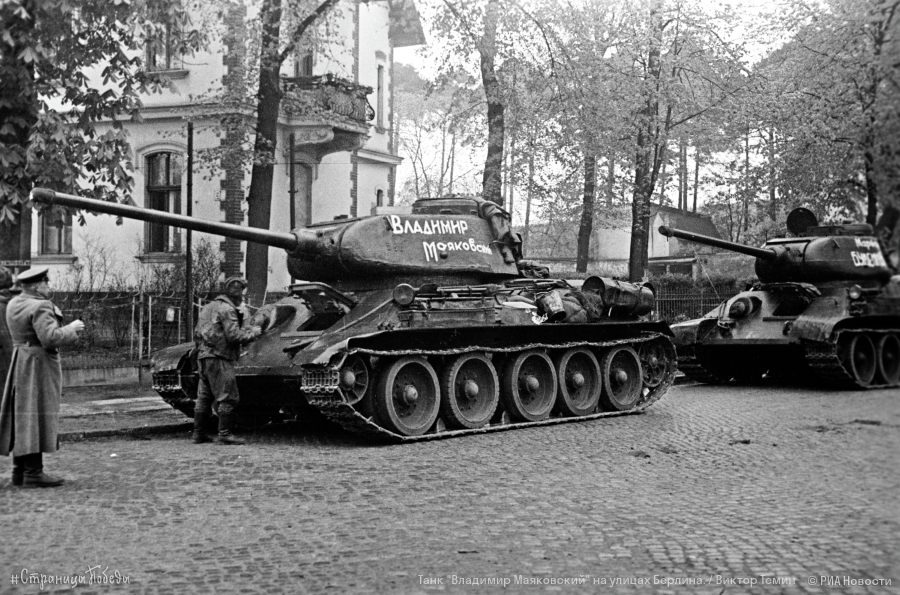
Carri T-34/85 della 1ª Armata corazzata delle guardie durante la battaglia di Berlino

Nella situazione di grave crisi dell'estate 1942, lo Stavka costituì a luglio 1942 una nuova formazione corazzata con la denominazione di "1ª Armata corazzata" per cercare di fermare l'avanzata tedesca verso Stalingrado; scarsamente equipaggiata e addestrata, la nuova unità sferrò una serie di contrattacchi senza risultati e in poche settimane dovette essere ritirata dal combattimento. Dopo questo inizio infelice, l'alto comando sovietico riorganizzò completamente le sue forze corazzate e nel gennaio 1943 venne ricostituita una nuova "1ª Armata corazzata" di cui assunse il comando l'abile ed esperto generale Michail Efimovič Katukov che avrebbe mantenuto la guida dell'armata per tutto il resto della guerra.
Originariamente destinata ad operare nel settore centrale del Fronte orientale, la nuova armata invece venne dirottata a sud dove si distinse per la prima volta nella durissima battaglia di Kursk contro le Panzer-Division tedesche; pur subendo gravi perdite, i reparti dell'armata contribuirono validamente a fermare l'ultima grande offensiva tedesca all'est. Da questo momento la 1ª Armata corazzata fu quasi costantemente in azione e divenne rapidamente una delle formazioni più esperte delle forze mobili dell'Armata Rossa, in grado di operare in profondità dietro le linee nemiche. Dopo le difficili campagne del 1943 e dell'inverno 1944 l'armata ricevette nell'aprile 1944 il titolo onorifico di unità "delle guardie" e venne trasferita al 1º Fronte Ucraino del maresciallo Ivan Konev. Nell'estate 1944 nel corso dell'offensiva Leopoli-Sandomierz svolse un ruolo fondamentale avanzando rapidamente e conquistando preziose teste di ponte sulla Vistola.

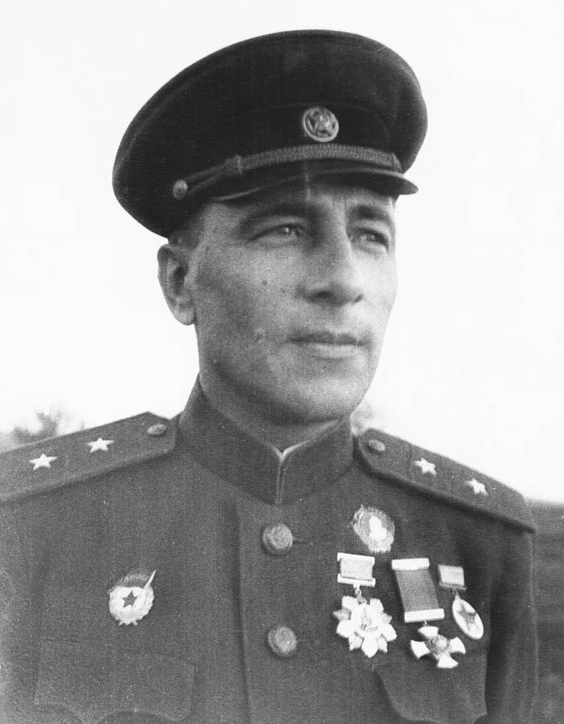
Il generale Michail Efimovič Katukov, comandante della 1ª Armata corazzata delle guardie dal gennaio 1943 alla fine della guerra.

Successivamente trasferita al 1º Fronte Bielorusso del maresciallo Georgij Žukov, divenne una delle formazioni di punta del raggruppamento sovietico destinato a marciare sulla Germania e su Berlino. Nel corso dell'offensiva Vistola-Oder l'armata, sempre comandata dal generale Katukov e da una serie di ufficiali molto esperti, effettuò una nuova fulminea avanzata e in pochi giorni raggiunse per prima la linea dell'Oder a 80 chilometri dalla capitale tedesca. Potenziata con nuovi equipaggiamenti, dal 16 aprile 1945 prese parte insieme alle altre armate del 1° Fronte Bielorusso alla battaglia di Berlino, durante la quale pur subendo pesanti perdite sull'alture di Seelow e nei combattimenti nella città di Berlino|combattimenti urbani dentro la città, contribuì alla vittoria finale sovietica, terminando la guerra nel centro della capitale nemica.
Dopo la seconda guerra mondiale, la 1ª Armata corazzata delle guardie rimase sul suolo tedesco nell'ordine di battaglia del Gruppo di forze sovietiche in Germania per tutta la Guerra fredda e costituì una delle formazioni più potenti e addestrate dello schieramento del Patto di Varsavia, pronta a sferrare l'attacco nel settore importantissimo del varco di Fulda difeso dalla migliori divisioni statunitensi. Dopo la fine della Guerra fredda l'armata venne richiamata in patria dove fu ufficialmente sciolta nel 1999.
Nel 2014 la dirigenza della Federazione russa ha deciso di ricostituire la 1ª Armata corazzata delle guardie, ricreando la 2ª Divisione fucilieri motorizzata delle guardie "Taman'" e la 4ª Divisione corazzata delle guardie "Kantemirovka" per potenziare il suo schieramento nel Distretto militare occidentale.

### Guerra russo-ucraina
Il 13 aprile 2022 il comandante del 6º Reggimento genio dell'armata, colonnello Michail Nagamov, è stato ucciso da un attacco di artiglieria ucraino mentre stava dirigendo un'operazione di sminamento nel settore di Izjum. Il 1º ottobre successivo un attacco missilistico HIMARS ucraino ha colpito un posto di comando dell'armata uccidendo 10 ufficiali tra cui il capo responsabile delle forze missilistiche e di artiglieria della formazione, colonnello Georgij Šuvaev.
Nel maggio 2024, con l'abolizione del Distretto militare occidentale, l'armata è stata trasferita al ricostituito Distretto militare di Mosca.

## Ordine di battaglia nel 1945
- Quartier generale[7]
- 11º Corpo corazzato delle guardie
- 8º Corpo meccanizzato delle guardie
  -  64ª Brigata corazzata delle guardie
  -  19ª Brigata cannoni semoventi
  -  11º Reggimento corazzato pesanti delle guardie
  - 6º Reggimento motociclisti
  - 12º Battaglione motociclisti delle guardie

## Ordine di battaglia attuale
Nel 2024 l'armata comprende le seguenti unità:
- 2ª Divisione fucilieri motorizzata delle guardie "Taman'-M. I. Kalinin" (unità militare 23626)
  -  1º Reggimento fucilieri motorizzato delle guardie "Sebastopoli-60º Anniversario dell'URSS" (unità militare 31135)
  -  15º Reggimento fucilieri motorizzato delle guardie "Šavli" (unità militare 31134)
  -  1º Reggimento corazzato delle guardie "Čortkiv-Maresciallo delle truppe corazzate M.E. Katukov" (unità militare 58198)
  -  147º Reggimento artiglieria semovente delle guardie "Sinferopoli" (unità militare 73966)
- 4ª Divisione corazzata delle guardie "Kantemirovka-J. V. Andropov"  (unità militare 19612)
  -  12º Reggimento corazzato delle guardie "Šepetovka-Maresciallo delle truppe corazzate P. P. Polubojarov" (unità militare 31985)
  -  13º Reggimento corazzato delle guardie "Šepetovka" (unità militare 32010)
  -  423º Reggimento fucilieri motorizzato delle guardie "Jampol" (unità militare 91701)
  -  275º Reggimento artiglieria semovente "Tarnopol" (unità militare 73941)
- 47ª Divisione corazzata "Częstochowa" (unità militare 45807)
  - 26º Reggimento corazzato "Feodosia" (unità militare 52562)
  - 153º Reggimento corazzato "Smolensk" (unità militare 18425)
  - 272º Reggimento fucilieri motorizzato (unità militare 36994)
  - 744º Reggimento artiglieria semovente (unità militare 75325)
- 27ª Brigata fucilieri motorizzata delle guardie "Sebastopoli-60º Anniversario dell'URSS" (unità militare 61899)
- 288ª Brigata artiglieria delle guardie "Varsavia" (unità militare 30683)
- 49ª Brigata missilistica contraerea (unità militare 21555)
- 112ª Brigata missilistica delle guardie "Novorossijsk" (unità militare 03333)
- 60ª Brigata comando (unità militare 76736)
- 96ª Brigata ricognizione "Nižnij Novgorod" (unità militare 52634)
- 152ª Brigata logistica (unità militare 80504)
- 6º Reggimento genio (unità militare 52558)
- 20º Reggimento difesa NBC (unità militare 12102)
- 231º Battaglione guerra elettronica
- 102ª Unità topografica
- 532º Centro di comando intelligence
- 887º Posto di comando difesa contraerea

## Comandanti

### Prima formazione
- Colonnello generale Michail Katukov (30.01.1943 – 20.04.1948)
- Tenente generale Evtichij Belov (20.05.1948 – 20.11.195)
- Tenente generale Pëtr Govorunenko (20.11.1950 – 21.12.1953)
- Tenente generale Ivan Jakubovskij (21.12.1953 – 10 luglio 1957)
- Tenente generale Vladimir Tolubko (10 luglio 1957 – 16.04.1958)
- Tenente generale Vladimir Uchov (16.04.1958 – 11.03.1961)
- Tenente generale Evgenij Ivanovskij (11.03.1961 – 29.12.1965)
- Tenente generale Konstantin Kožanov (29.12.1965 – 18.10.1968)
- Tenente generale Ivan Gerasimov (18.10.1968 – 22.11.1971)
- Tenente generale Pëtr Lušev (22.11.1971 – 30 luglio 1973)
- Tenente generale Boris Snetkov (30 luglio 1973 – luglio 1975)
- Tenente generale Nikolaj Popov (luglio 1975 – 13 aprile 1979)
- Tenente generale Roman Savočkin (13 aprile 1979 - gennaio 1981)
- Tenente generale Vladimir Osipov (gennaio 1981 - maggio 1983)
- Tenente generale Boris Šein (maggio 1983 - Settembre 1986)
- Tenente generale Anatolij Černyšev (settembre 1986 - luglio 1990)
- Tenente generale Gennadij Kolyškin (luglio 1990 - febbraio 1992)
- Tenente generale Leontij Ševcov (febbraio 1992 - febbraio 1993)
- Tenente generale Vasilij Sosedov (febbraio 1993 - agosto 1995)
- Tenente generale Viktor Roščin (agosto 1995 - 1999)

### Seconda formazione
- Tenente generale Aleksandr Čajko (novembre 2014 - aprile 2017)
- Tenente generale Aleksej Avdeev (aprile 2017 - aprile 2018)
- Tenente generale Sergej Kisel' (aprile 2018 - marzo 2022)[10]
- Tenente generale Nikolaj Tereščenko (marzo 2022 - luglio 2024)[11]
- Tenente generale Vitalij Podlesnyj (luglio 2024 - in carica)[12]